# Сен-Поль (остров)
Сен-Поль (или Сент-Поль, фр. L'île Saint-Paul) — остров в Индийском океане, входящий в состав Французских Южных и Антарктических Территорий. Расположен в 91 километре к югу от острова Амстердам, с которым образует архипелаг Амстердам.

## География
Сен-Поль представляет собой вулканический остров, практически лишённый деревьев. В центре острова находится залив — кальдера вулкана, заполненная водой.
Климат схож с климатом острова Амстердам. Среднемесячные температуры колеблются от 10-11 °С зимой до 17-17,5 °C летом. На островах расположены колонии пингвинов, тюленей и морских птиц.

## Активность вулкана
Активный стратовулкан. Возраст 1200 лет. Первое зафиксированное извержение — 1991 год. До этого вулкан не извергался более 800 лет. На месте вулкана образовалась крупная кальдера. Последнее извержение было в 2009 году.

## Население
Остров необитаем, но часто посещаем научными экспедициями.